# جیم لانگلی
جیم لانگلی (به انگلیسی: Jim Langley) بازیکن فوتبال زادهٔ ۷ فوریه ۱۹۲۹ اهل کشور انگلستان که سابقهٔ بازی در تیم ملی فوتبال انگلستان را در کارنامهٔ خود دارد. وی در تاریخ ۱۹ آوریل ۱۹۵۸ نخستین بازی ملی خود را در مقابل تیم ملی فوتبال اسکاتلند انجام داد و با حضور در ۳ بازی ملی، در تاریخ ۱۱ مه ۱۹۵۸ واپسین بازی ملی‌اش را در برابر تیم ملی فوتبال یوگسلاوی برگزار کرد.